# Mărașu
Mărașu là một xã thuộc hạt Brăila, România. Dân số thời điểm năm 2002 là 3504 người.